# Amata pfaehleri
Amata pfaehleri là một loài bướm đêm thuộc phân họ Arctiinae, họ Erebidae.